# Burmeistera refracta
Burmeistera refracta är en klockväxtart som beskrevs av Franz Elfried Wimmer. Burmeistera refracta ingår i släktet Burmeistera och familjen klockväxter. IUCN kategoriserar arten globalt som nära hotad.
Artens utbredningsområde är Ecuador. Inga underarter finns listade i Catalogue of Life.